# Benjamin Davy
Benjamin Davy (* 1956 in Wien; † 24. Januar 2025 in Bielefeld) war ein österreichischer Rechtswissenschaftler für das Bau- und Bodenrecht und Raumplaner. Er war Hochschullehrer an der Technischen Universität Dortmund und Autor zahlreicher Monographien und Fachaufsätze. Davy hat den Begriff des Baulandparadoxons geprägt. Von 2018 bis 2020 war er Präsident der Association of European Schools of Planning (AESOP).

## Leben und Wirken
Benjamin Davy studierte von 1974 bis 1980 Rechtswissenschaften an der Universität Wien und schloss sein Studium als Dr. iur. ab. Von 1980 bis 1998 war Davy Universitätsassistent, Assistenzprofessor und außerordentlicher Professor an der Technischen Universität Wien. In dieser Zeit wurde er von der Universität Wien habilitiert. Die Habilitationsschrift lautete Gefahrenabwehr im Anlagenrecht.
1998 folgte er einem Ruf der Universität Dortmund und wurde Universitätsprofessor für Bodenpolitik, Bodenmanagement und kommunales Vermessungswesen an der Fakultät Raumplanung. Er war bis 2019 Inhaber dieses Lehrstuhls. Seine Vorgänger (Lehrstuhl Vermessungswesen und Bodenordnung) waren Walter Seele und Hartmut Dieterich.
Davy forschte regional, national und international zu vielen Feldern der Raumplanung. Forschungsschwerpunkte waren die Planungstheorie - und -philosophie, die Eigentumstheorien, die Bodenordnung, die Bodenwertbildung, die Theorie von Grenzen, die Geoinformation und Kartographie, die Umwelt- und Sozialpolitik sowie die Menschenrechte und -würde. Als Lehrstuhlinhaber legte er Wert auf „internationale Forschung und Konferenzteilnahmen, Veröffentlichungen in englischer Sprache sowie die Theorienbildung.“
Davy war Projektleiter der Städteregion Ruhr 2030, einem Forschungsverbund der Städte Duisburg, Mülheim an der Ruhr, Oberhausen, Gelsenkirchen, Essen, Herne, Bochum, Dortmund und der Fakultät Raumplanung der Universität Dortmund. Das Projekt (2000–2004) wurde gefördert vom Bundesministerium für Bildung und Forschung sowie dem Ministerium für Städtebau und Wohnen, Kultur und Sport des Landes Nordrhein-Westfalen und war eine Keimzelle für die Städteregion Ruhr, der sich Hagen und Hamm anschlossen. Davy war Mitglied des interdisziplinären, von der Deutschen Forschungsgemeinschaft geförderten Forschungsprojekts FLOOR (Financial Assistance, Land Policy, and Global Social Rights, 2007–2015). Zentraler Forschungsgegenstand war: Soziale Sicherung als Menschenrecht. Zur globalen Konstruktion und Diffusion sozialer Grundsicherungen. „Das Projekt erforscht sozial-ökologische Bodenpolitik als Beitrag zur Entstehung einer globalen Sozialpolitik.“
Mit dem Schlagwort Baulandparadoxon erfasste Davy 1996 die paradoxe Situation, dass die Mehrzahl der Gemeinden rein rechnerisch ihren Baulandbedarf im Innenbereich decken könnte, jedoch weiterhin der Trend zum Bauen im Außenbereich und damit die Zersiedelung dominiert.
Benjamin Davy war Sohn des Regisseurs und Schauspielers Walter Davy und Urenkel des früheren Landesverwalters des Burgenlandes Robert Davy. Er war verheiratet mit der Rechtswissenschaftlerin Ulrike Davy.
Am 24. Januar 2025 verstarb er in Bielefeld.

## Auswahl von Veröffentlichungen

### Monographien
- Benjamin Davy, Sony Pellissery, Harvey Jacobs: Land policies in India. Promises, practices and challenges. Springer Nature, Singapore 2017, ISBN 978-981-10-4207-2.
- Benjamin Davy: Land Policy – Planning and the Spatial Consequences of Property. Taylor & Francis, 2012, ISBN 978-0-7546-7792-5, S. 296.
- Benjamin Davy: Innovationspotentiale für Flächenentwicklung in schrumpfenden Städten – am Beispiel Magdeburg. 2006, S. 176 (tu-dortmund.de [PDF]).
- Benjamin Davy: Die neunte Stadt – Wilde Grenzen und Städteregionen Ruhr 2030. Müller + Busmann, 2004, ISBN 3-928766-61-9.
- Benjamin Davy: Essential Injustice: When Legal Institutions Cannot Resolve Environmental and Land Use Disputes. Springer, 1997, ISBN 3-211-82951-2, S. 540.
- Benjamin Davy: Gefahrenabwehr im Anlagenrecht. Springer, Wien 1990, ISBN 3-211-82248-8, S. 865.

### Fachaufsätze
- Benjamin Davy: Bodenmarkt/Bodenpolitik. In: Akademie für Raumforschung und Landesplanung (Hrsg.): Handwörterbuch der Stadt und Raumentwicklung. 2018, S. 267–279.
- Benjamin Davy: Is Hayek vs Kelsen helpful for planning theory? A comment on Slaev's types of planning and property rights. In: Planning Theory. Band 17, Nr. 2, 2018, ISSN 1473-0952, S. 296–300.
- Benjamin Davy, Andy Inch, Lucie Laurian, Clare Mouat, Ruth Davies, Crystal Legacy, Clare Symonds: Planning in the face of immovable subjects: a dialogue about resistance to development forces. In: Planning Theory & Practice. Band 18, Nr. 3, 2017, S. 469–488.
- Benjamin Davy: Land values as the social construction of scarcity. In: The Public Sector. Band 42, Nr. 1. Wien 2016, S. 131–145 (tuwien.ac.at).
- Benjamin Davy: Plurale Bodennutzungen und polyrationales Bodeneigentum. In: Willi Freeden, Reiner Rummel (Hrsg.): Handbuch der Geodäsie. Springer, Berlin, Heidelberg 2015, doi:10.1007/978-3-662-46900-2_85-1.
- Benjamin Davy: Spatial planning and human rights. In: Planning Theory. Band 13, Nr. 4, 2014.
- Benjamin Davy, Ulrike Davy: Haltung in finsteren Zeiten – Die Zeitschrift für öffentliches Recht zwischen 1933 und 1945. In: Zeitschrift für öffentliches Recht. 2014, S. 715–804.
- Benjamin Davy: Was ist und wem nützt Bodenpolitik? In: Vermessungswesen und Raumordnung. 2014, S. 193–200.
- Benjamin Davy: Raumplanung und die Politik der Würde. In: Wolfgang Blaas, Johann Bröthaler, Michael Getzner, Gerlinde Gutheil-Knopp-Kirchwald (Hrsg.): Perspektiven der staatlichen Aufgabenerfüllung. Zwischen budgetärer Knappheit und integrativem Anspruch. Für Wilfried Schönbäck zum 70. Geburtstag. Österreich, Wien 2014, S. 51–76.
- Benjamin Davy: Freiraumsicherung durch Bodenpolitik – Was passieren müßte, wenn wir das Ziel-30-ha ernst nähmen. In: Marion Klemme, Klaus Selle (Hrsg.): Siedlungsflächen entwickeln. Akteure. Interdependenzen. Optionen. Rohn, Detmold 2010, S. 258–271.
- Benjamin Davy: Parzellen, Allmenden, Zwischenräume – Raumplanung durch Eigentumsgestaltung. In: Christoph Bernhardt, Heiderose Kilper, Timothey Moss (Hrsg.): Im Interesse des Gemeinwohls - Regionale Gemeinschaftsgüter in Geschichte, Politik und Planung. Campus, Frankfurt 2009, S. 293–329.
- Benjamin Davy: Grundstückswerte, Stadtumbau und Bodenpolitik. In: vhw – Bundesverband für Wohnen und Stadtentwicklung (Hrsg.): vhw Forum Wohneigentum. Nr. 2, 2005, S. 67–72 (vhw.de [PDF]).
- Benjamin Davy: Das Bauland-Paradoxon. In: Klaus Einig (Hrsg.): Verlag für Wissenschaft und Forschung. 2000, S. 61–78.
- Benjamin Davy: Baulandsicherung:  Ursache  oder  Lösung  eines  raumordnungspolitischen  Paradoxons. In: Zeitschrift für Verwaltung. Band 21, Nr. 2, 1996, S. 193–208.
- Benjamin Davy, Manfred Straube: Rechtsfähigkeit ohne Rechtspersönlichkeit? In: Der Gesellschafter – Zeitschrift für Gesellschafts- und Unternehmensrecht. 1980, S. 174–182.

## Auswahl von Ämtern und Mitgliedschaften
- Präsident der International Academic Association on Planning, Law, and Property Rights (PLPR) (2012–2016)[13]
- Präsident der Association of European Schools of Planning (AESOP) (2018–2020)[14]
- Mitglied im Oberen Gutachterausschuss für Grundstückswerte im Land Nordrhein-Westfalen
- Mitglied in den Gutachterausschüssen für Grundstückswerte in Dortmund und Hagen
- Mitherausgeber der Fachzeitschriften Planning Theory[15], Planning Theory & Practice[16] und Journal of the American Planning Association[17]